# بطولة تونس لألعاب القوى 1995
بطولة تونس لألعاب القوى 1995 هو الدورة 40 من بطولة تونس لألعاب القوى.

فاز بهذا الموسم النادي الرياضي بنابل.

## روابط خارجية
- الموقع الرسمي للجامعة التونسية لألعاب القوى.